# Tanjoerer
De Tanjoerer (Russisch: Танюрер) is een 482 kilometer lange rivier in Noordoost-Siberië. Het is een zijrivier van de Anadyr in het zuiden van de Russische autonome okroeg Tsjoekotka.
De Tanjoerer ontstaat op de uitlopers van de bergrug Pekoelnej en stroomt in zuidelijke richting door het moerassige en dunbevolkte Laagland van Anadyr om vertakt in verschillende stroomkanalen uit te stromen in de benedenloop van de Anadyr (als haar laatste grote zijrivier), 12 kilometer voorbij het verlaten gelijknamige plaatsje Tanjoerer (waar zich nu het weerstation Tanjoerer bevindt) en iets stroomafwaarts van het verlaten plaatsje Tsjikajevo. In de bovenloop is het een snelstromende bergrivier, in de benedenloop is de rivier bevaarbaar. In het stroomgebied bevinden zich veel kleine meertjes (ozjornost: 2,5% - percentage van het stroomgebied dat uit meren bestaat).
De Pekoelnej verloopt tussen de rivieren Belaja en de Tanjoerer. De Tanjoerer is ongeveer 8 à 9 maanden per jaar bevroren (van november tot eind mei, begin juni) en wordt vooral gevoed door sneeuw en regen.